# Люблянський проспект
Любля́нський проспект (хорв. Ljubljanska avenija) — проспект у західній частині столиці Хорватії Загреба, одна з найбільш пожвавлених магістралей міста. Має розділені проїзні частини з чотирма смугами руху в кожному напрямку. Пролягає від кругового перехрестя Савська Опатовина (у західній частині району Трешнєвка-Північ) на сході до перетину розв'язки Янкомир із Загребською об'їзною дорогою на заході. Дорога проходить по недавно оновленому Янкомирському мосту через річку Сава і має на всій протяжності перетини дороги на різних рівнях за допомогою шляхопроводів.
Люблянським проспектом звикли називати весь відрізок від розв'язки Янкомир до Савської дороги в центральній частині забудованої особняками околиці міста, адже раніше ця ділянка теж мала назву Люблянський проспект і лише в 2006 році після її ремонту її було перейменовано на Загребський проспект.